# Światło twoich oczu
Światło twoich oczu (hiszp. Sin tu mirada) – meksykańska telenowela z 2017 i 2018. W rolach głównych występują Claudia Martín i Osvaldo de León. Remake serialu Esmeralda.

## Wersja polska
W Polsce telenowela była emitowana od 5 września 2018 w TV4. Opracowaniem wersji polskiej zajęła się Iwona Ufnal. Lektorem serialu był Kacper Kaliszewski.

## Obsada
- Claudia Martín jako Marina Ríos Zepahua / Marina Ocaranza Arzuaga[6][7]
- Osvaldo de León jako Luis Alberto Ocaranza Arzuaga / Luis Alberto González Hernández[8][9]
- Ana Martín jako Angustias Gálvez[10]
- Claudia Ramírez jako Prudencia Arzuaga de Ocaranza[11]
- Eduardo Santamarina jako Luis Alberto Ocaranza[12]
- Luz Elena González jako Susana Balmaceda Vda. de Villoslada[13]
- Carlos de la Mota jako Isauro Sotero Coronel / Aarón Cervero[14]
- Cecilia Toussaint jako Damiana Ríos Zepahua[15]
- Luis Bayardo jako Toribio Guzmán[16]
- Scarlet Gruber jako Vanessa Villoslada Balmaceda[17][18]
- Emmanuel Orenday jako Paulino Prieto Torres[19]
- Juan Martín Jáuregui jako doktor Ricardo Bazán[20]
- Candela Márquez jako Lucrecia Zamudio
- Ignacio Guadalupe jako Baldomero Quezada
- Sergio Reynoso jako Margarito Prieto[21]
- Humberto Elizondo jako doktor Horacio Zamudio
- Olivia Bucio jako Encarnación Escárcega vda. de Bazán
- Pablo Bracho jako Zacarías Barrientos
- Alejandra Jurado jako Ramona López
- Ilse Ikeda jako Yolanda Prieto Torres
- Gina Pedret jako Hilda Pérez
- María Fernanda García jako Soledad "Doña Chole"
- Erik Díaz jako Edson Olivares Pérez
- Samantha Siqueiros jako Ana "Anita"
- Edgar Iván Delgado jako Erasmo
- Paulina de Labra jako Hortensia
- Francisco Avendaño jako Fernando Muñoz de Baena
- Óscar Medellín jako Adalberto Antonio Muñoz de Baena González-Montesinos
- Manuel Ojeda jako komendant Zamora
- José Manuel Figueroa jako on sam
- Kelchie Arizmendi jako Ximena Roel
- Mauricio García-Muela jako Julio
- Fernando Robles jako Nicanor
- Silvia Lomelí jako Rita
- Roberto Blandón jako doktor Quijano
- Benjamín Islas jako biegły sądowy
- Ricardo Vera jako Óscar Hurtado
- Rafael del Villar jako Juez
- Mundo Siller jako Waldo Morgan
- Catalina López jako Eulalia Hernández Ortega
- Pilar Padilla jako Angustias Gálvez (młoda)
- Christopher Aguilasocho jako Luis Alberto Ocaranza (młody)
- Adriana Llabres jako Damiana Ríos Zepahua (młoda)
- Irantzu Herrero jako Prudencia Arzuaga de Ocaranza (młoda)
- Frank Medellín jako Margarito Prieto (młody)
- Isela Vega jako Dominga Zepahua
- Rebeca Manríquez jako Jueza
- Hugo Macías Macotela jako Lic. Zaragoza
- Jorge de Marín jako Lic. Márquez

## Nagrody i nominacje

### Premios TVyNovelas 2018[22]
| Kategoria                        | Osoby               | Wynik     |
| -------------------------------- | ------------------- | --------- |
| Najlepszy złoczyńca              | Eduardo Santamarina | Nominacja |
| Najlepsza aktorka współpracująca | Claudia Ramírez     | Nominacja |
| Najlepszy aktor współpracujący   | Carlos de la Mota   | Nominacja |
| Najlepsza aktorka młodzieżowa    | Scarlet Gruber      | Nominacja |
| Najlepszy aktor młodzieżowy      | Emmanuel Orenday    | Nominacja |
| Najlepsza aktorka drugoplanowa   | Cecilia Toussaint   | Nominacja |
| Najlepszy aktor drugoplanowy     | Sergio Reynoso      | Nominacja |